# 五指教學法
五指教學法，為中國兒童教育家陳鶴琴所倡導的幼兒教育法，認為幼教應當藉著各種方式教導幼童健康、科學、社會、藝術、語文等五方面的知識，以達到完整教育之目的。

## 五指教學法內容
- 生命以健康為要所以要有健康活動。
- 為要認識、瞭解自己、環境、自然、生活，需要具備探索精神及科學活動。
- 人不能離群索居，由個人擴大到群體生活，要有社會活動。
- 人是感情動物，生活富有情趣的，要有藝術活動到美化的境地。
- 與人交往需要使用語言、文字，及記錄、整理、保藏，要有語文活動。

## 五指教學法設計
根據幼兒興趣和生活經驗，採用常識問答、遊戲、工作、故事、音樂、歌謠…等方式，設計教學單元。

## 五指教學法精神
五指教學著重主體教學，有如手指與手掌，離開手掌手指不能獨存。藉由不同的學習活動方式，達成連貫完整的教育。強調教材的聯絡，以教材為中心的教學法。

## 發展歷史
- 五指教學法首先於1945年被中國兒童教育家陳鶴琴在擔任上海國立幼稚師範專科學校校長任內提出。
- 1952年台灣省教育廳指定女師附幼研究幼稚教學單元，熊慧英主任以「五指教學法」為藍本，編寫《幼兒活動單元教材教法》提供幼教單位使用。於1953年出版，共包含四十九個教學單元。
- 此種教法於1951-1959年盛行台灣幼教單位，目前已經少用。[2]

## 五指教學法批評
五指教學法偏重以知識、教材為中心，以教師為主體，較少注意如何啟發及引導幼兒創作，課程比較缺乏變化。